# Westraven (kantoorgebouw)
Westraven is een kantoorgebouw van Rijkswaterstaat in de Nederlandse stad Utrecht.

## Ontwerp en bouw
Het circa 85 meter hoge en 23 etages tellende kantoorgebouw werd in 1975 ontworpen door het architectenbureau Lucas & Niemeijer en 1976 in gebruik genomen. Bij de bouw is een bepaalde vijzeltechniek toegepast (een zogeheten jackblocksysteem). Hierbij werkt men in de ruwbouw voornamelijk op grondniveau en wordt daar gestart met de bouw van de bovenste verdieping. Zodra deze gereed is wordt deze enige meters opgevijzeld om vervolgens de verdieping eronder te kunnen vervaardigen enz.

## Gebruik

### Sick building
Na de ingebruikname bleek het binnenklimaat in het kantoorgebouw slecht te zijn (sickbuildingsyndroom).

### Renovatie
Rond 2007 volgde naar ontwerp van Jan Pesman een ingrijpende renovatie met een aanpassing van de gevels en de bouw van een uitbreiding in laagbouw. Het kantoorgebouw is in gebruik door circa 1500 werknemers van Rijkswaterstaat en telt het 53.722 vierkante meter bruto vloeroppervlak. 
Voor de renovatie won het kantoorcomplex in 2009 de Nederlandse Bouwprijs in de categorie Gebouwen (in Nederland gerealiseerde nieuwbouw, transformatie, renovatie of restauratie in woning- en utiliteitsbouw).

### Trillingen
In juni 2012 werden er trillingen gevoeld in het gebouw, waarop het werd ontruimd. Sindsdien vond onderzoek plaats naar de oorzaak. Werknemers werden naar andere kantoren gestuurd van waaruit ze moesten werken. Dit leidde tot extra reistijd en ongenoegen onder werknemers. In september 2012 bleek dat de glaswasinstallatie de bron was van de trillingen. De toren werd eind december 2012 weer geopend voor werknemers na aanpassingen. Naar aanleiding van dit incident spreekt men ook wel over dit gebouw als de "triltoren".